# Lozna (Botoșani)
Lozna is een Roemeense gemeente in het district Botoșani.
Lozna telt 2220 inwoners.